# Фосдевирин
Фосдевирин — противовирусный препарат класса ненуклеозидных ингибиторов обратной транскриптазы, которое изучалось на предмет потенциального использования при лечении ВИЧ-СПИДа.
Препарат был обнаружен компанией «Idenix Pharmaceuticals» и разрабатывался «GlaxoSmithKline» и «ViiV Healthcare», но сейчас данные разработки прекращены из-за неожиданных побочных эффектов.